# Koszary Marszałka Piłsudskiego w Suwałkach
Koszary Marszałka Piłsudskiego (koszary sejneńskie) – kompleks koszarowy Wojska Polskiego II Rzeczypospolitej znajdujący się na terenie garnizonu Suwałki. 

## Charakterystyka
Koszary Marszałka Piłsudskiego znajdowały się przy ul. Sejneńskiej. Budowane od 1857 drewniane budynki koszar (od 1876 murowane) przeznaczone były dla 2 lejb-huzarskiego Pawłogradzkiego Pułku Imperatora Aleksandra III. Zajmowały obszar o powierzchni ponad 15 ha, na którym znajdowało się 21 obiektów.
Prawdopodobnie zakwaterowano tam również dowództwo 2 Dywizji Kawalerii. W skład kompleksu weszły trzy (lub cztery) murowane dwupiętrowe budynki mieszkalne, sześć stajni, kasyno, mieszkanie dowódcy pułku i obiekty magazynowe. W 1890 w koszarach wzniesiono krytą ujeżdżalnię, a po drugiej stronie szosy sejneńskiej murowaną cerkiew pułkową pod wezwaniem św. Jerzego Zwycięzcy.
Po uzyskaniu przez Polskę niepodległości, początkowo wykorzystywały je pododdziały 4 dywizjonu artylerii konnej, a od maja 1922 stacjonował tam 3 pułk Szwoleżerów Mazowieckich. Od 1928 działała w nich szkoła podoficerska ciężkich karabinów maszynowych. W latach 1934 – 1937 kwaterowało tu dowództwo Brygady Kawalerii „Suwałki” .

Na terenie koszar znajdowała się dwuosiowa strzelnica szkolna przeznaczona do strzelań na odległość 200 m oraz nowoczesna, jak na owe czasy, ujeżdżalnia. W skład kompleksu wchodził też teren o powierzchni około 2 ha po przeciwnej stronie ulicy Sejneńskiej. Znajdowała sie tam cerkiew garnizonowa, budynek mieszkalny i obiekty zajmowane przez pluton żandarmerii „Suwałki”.

## Zabytek
Zespół koszar wpisany jest do rejestru zabytków województwa podlaskiego pod kasłęm "zespół koszar Drugiego Pawłogradzkiego Pułku Huzarów", wpis obejmuje:
- 2 budynki koszarowe, ob. Zakład Wychowawczy, ul. Sejneńska 10-10 a,

nr rej.: 369 i 370 z 16.03.1983
- budynek koszarowy, ob. dom mieszkalny, ul. Sejneńska 18, nr rej.: A-180 z 28.01.2008
- budynek koszarowy, ob. dom mieszkalny, ul. Sejneńska 22, nr rej.: jw.
- budynek koszarowy, ob. dom mieszkalny, ul. Sejneńska 26, nr rej.: jw.